# Lenguas agaw
Las lenguas agaw o cushitas centrales son habladas por pequeños grupos en Etiopía y Eritrea. Las lengua agaw constituyen el substrato principal del amhárico y las otras lenguas semíticas etiópicas.

## Clasificación
La clasificación usual de las lenguas cusitas centrales es la siguiente:
- Agaw meridional
  - Awngi, hablado al sureste del lago Tana, con mucho la lengua agaw más hablada, con unos 350 000 hablantes.
  - (Kunfal, hablado al oeste del lago Tana, está poco documentado aunque posiblemente es un dialecto del awngi)[2]
- Agaw septentrional
  - Blin–Xamtanga
    - Blin (agaw norteño) hablado en Eritrea alrededor de la localidad de Keren por unas 70 mil personas.
    - Xamtanga (agaw central, también llamado khamir o khamta) con unos 143 mil hablantes en el norte de la región de Amhara.

  - Qimant (agaw occidental) prácticamente extinto, hablado por los Qemant en la zona de Semien Gondar.

(dialectos el qwara - prácticamente extinto, es hablado por los Beta Israel que originalmente vivían en Qwara, y actualmente Israel; el kayla - definitivamente extinto, hablado anteriormente por algunos Beta Israel, es un dialecto de transición entre el qimant y el xamtanga)
Existe una prolífica literatura en lenguas agaw, pero es muy dispersa. Esa literatura incluye desde textos medievales en qimant, actualmente conservada principalmente en museos israelíes, a textos modernos en bilen, lengua en la que se edita un periódico de Keren, Eritrea. Para el xamtanga existen también gran cantidad de materiales históricos y recopilaciones de folclore en awngi.

## Comparación léxica
Los numerales para diferentes lenguas cushitas centrales son:
| GLOSA | Xamtanga | Bilen   | Awngi        | Qimant  | PROTO- AGAW |
| ----- | -------- | ------- | ------------ | ------- | ----------- |
| 1     | lə́w      | laxʷ    | ɨ́mpɨ́l / láɢú | laɣa    | *laɣʷ       |
| 2     | líŋa     | ləŋa    | láŋa         | liŋa    | *lɨŋa       |
| 3     | ʃáqʷa    | səxʷa   | ʃúɢa         | siɣʷa   | *sɨɣʷa      |
| 4     | síza     | səʤa    | seʣa         | səʤa    | *sɨʣa       |
| 5     | ákʷa     | ʔankʷa  | áŋkʷa        | ankʷa   | *ʔankʷa     |
| 6     | wálta    | wəlta   | wɨ́lta        | wəlta   | *wɨlta      |
| 7     | láŋta    | ləŋəta  | láŋéta       | ləŋəta  | *laŋə-ta    |
| 8     | sə́wta    | səxʷəta | sóɢéta       | səɣʷəta | *səɣʷə-ta   |
| 9     | sʼáyʧʼa  | səssa   | sésta        | səssa   | *sɨʣ-ta     |
| 10    | sʼɨ́kʼa   | ʃɨka    | ʦɨ́kka        | ʃɨka    | *ʦeka       |